# کنراد شومان
کنراد شومان (آلمانی: Conrad Schumann؛ ۲۸ مارس ۱۹۴۲ – ۲۰ ژوئن ۱۹۹۸) سرباز آلمان شرقی بود که به طرز مشهوری هنگام ساخت دیوار برلین در سال ۱۹۶۱ به آلمان غربی پناهنده شد.